# Allo sbaraglio
Allo sbaraglio (Go for Broke!) è un film del 1951 diretto da Robert Pirosh.

## Trama
Ad un giovane tenente, Michael Grayson, da poco nominato ufficiale, vien affidato durante la guerra il comando d'un reparto di Nisei, cioè di giapponesi nati negli Stati Uniti. Grayson, che è del Texas e non è esente da pregiudizi razziali, non gradisce l'incarico ma una sua domanda di trasferimento non viene accolta. Il tenente non può sempre nascondere la sua fondamentale ostilità nei rapporti coi suoi dipendenti, mentre i Nisei fanno il possibile per dimostrarsi degni della fiducia che l'America ha riposto in loro. Inviati col loro reggimento sul fronte italiano e poi su quello francese, i Nisei danno tali prove di valore e d'umanità che Grayson è costretto a ricredersi. La sua antipatia si converte in profonda stima tanto che quando il colonnello, ricordandosi della sua antica richiesta, lo trasferisce ad un reggimento del Texas egli n'è addolorato. È tanto cambiato che non esita a prendere a pugni un amico che ha sparlato dei Nisei. Questi, in Francia, salvano buttandosi allo sbaraglio il nuovo reparto di Grayson che è stato circondato dai tedeschi. Alla fine della guerra, la bandiera del reggimento dei Nisci è decorata della medaglia al valore.